# Kærhøgeskæg
Kærhøgeskæg (Crepis paludosa), ofte skrevet kær-høgeskæg, er en flerårig plante i kurvblomst-familien. Dens frugter har gulhvid fnok og kurvens svøbblade sidder i to kranse.

## Beskrivelse
Kærhøgeskæg er en 30-80 centimeter høj, næsten glat urt med vandret jordstængel. Stængelbladene har hjerteformet omfattende grund. De gule blomster sidder i kurve, der er 2 centimeter i diameter og har svøbblade med tiltrykte, sorte kirtelhår. Frugten er glat.

## Udbredelse
Arten er udbredt i Europa og Nordasien.
I Danmark er kærhøgeskæg temmelig almindelig på fugtug næringsrig bund på våde enge og i ellesumpe. Den blomstrer i juni og juli.